# Synchiropus marmoratus
Synchiropus marmoratus és una espècie de peix de la família dels cal·lionímids i de l'ordre dels perciformes.

## Morfologia
- Els mascles poden assolir 13 cm de longitud total i les femelles 11.[4]

## Hàbitat
És un peix de clima tropical i demersal.

## Distribució geogràfica
Es troba a Moçambic.

## Observacions
És inofensiu per als humans.